# Reserve League (Sudafrica)
La Reserve League, nota anche come Betway Challenge per ragioni di sponsorizzazione, è la più importante competizione giovanile del calcio sudafricano. Talvolta è chiamata impropriamente Premier Soccer League Reserve, essendo gestita dall'ente omonimo, che gestisce le divisioni professionistiche del paese.

## Storia
La PSL Reserve League è stata fondata nel 2014 da Multichoice per favorile lo sviluppo del calcio giovanile in Sudafrica, permettendo alle squadre di Premier Division di far giocare i propri giovani in una competizione tra loro.
Per l'edizione 2014 le 16 squadre partecipanti state inserite in due gironi da 8 squadre. Il torneo preveva la qualificazione delle prime 4 per le fasi a eliminazione diretta, i quarti di finale, le semifinali e le finali.
Dalla stagione 2017-2018 è stato adottato un formato a girone unico, dove tutte le 16 squadre disputano 30 partite, 15 in casa e 15 in trasferta. Con l'occasione è stata sponsorizzata dalla Multichoice Company dalla stagione fino alla stagione 2019-2020, periodo nel quale è divenuta nota come Multichoice Diski Challenge. Nella stagione 2020/2021 DStv ha annunciato che avrebbe sponsorizzato la Premier Division e la Reserve League. Dalla stagione 2024-2025 è entrato in vigore il nuovo sponsor Betway.
Nel 2020 il comitato organizzativo della Premier Soccer League ha deciso di incrementare il limite massimo di età di due anni, permettendo così la partecipazione dei calciatori che non abbiano compiuto il 23º anno di età, portando la competizione da livello Under-21 ad Under-23.

## Albo d'oro
- 2014-2015:  University of Pretoria (1º)
- 2015-2016:  Golden Arrows (1º)
- 2016-2017:  M. Sundowns (1º)
- 2017-2018:  Golden Arrows (2º)
- 2018-2019:  Bloemfontein Celtic (1º)
- 2019-2020:  Bidvest  Wits (1º)
- 2020-2021:  AmaZulu (1º)
- 2021-2022:  Stellenbosch (1º)
- 2022-2023:  SuperSport Utd (1º)
- 2023-2024:  Stellenbosch (2º)
- 2024-2025:  Kaizer Chiefs (1º)

## Vittorie per squadra
| Club                   | Vittorie | Anni                 |
| ---------------------- | -------- | -------------------- |
| Golden Arrows          | 2        | 2015-2016, 2017-2018 |
| Stellenbosch           | 2        | 2021-2022, 2023-2024 |
| Kaizer Chiefs          | 1        | 2024-2025            |
| SuperSport Utd         | 1        | 2022-2023            |
| Bidvest Wits           | 1        | 2019-2020            |
| University of Pretoria | 1        | 2014-2015            |
| AmaZulu                | 1        | 2020-2021            |
| M. Sundowns            | 1        | 2016-2017            |